# 2016년 하계 올림픽 불가리아 선수단
2016년 하계 올림픽 불가리아 선수단은 2016년 8월 5일에서 8월 21일까지 브라질 리우데자네이루에서 열린 2016년 하계 올림픽에 참가한 올림픽 불가리아 선수단이다.

## 출전 선수
| 종목     | 남자 | 여자 | 전체 |
| -------- | ---- | ---- | ---- |
| 육상     | 5    | 6    | 11   |
| 배드민턴 | 0    | 3    | 3    |
| 복싱     | 2    | 1    | 3    |
| 카누     | 2    | 0    | 2    |
| 사이클   | 1    | 0    | 1    |
| 펜싱     | 1    | 0    | 1    |
| 체조     | 0    | 6    | 6    |
| 유도     | 2    | 0    | 2    |
| 근대5종  | 1    | 0    | 1    |
| 조정     | 2    | 0    | 2    |
| 사격     | 2    | 1    | 3    |
| 수영     | 2    | 1    | 3    |
| 테니스   | 1    | 1    | 2    |
| 레슬링   | 8    | 3    | 11   |
| 전체     | 29   | 22   | 51   |

## 같이 보기
- 올림픽 불가리아 선수단